# Lok-Sabha-Wahlkreis Mangalore
Der Lok-Sabha-Wahlkreis Mangalore war von 1957 bis 2004 ein Wahlkreis bei den Wahlen zur Lok Sabha, dem Unterhaus des indischen Parlaments. Er gehörte zum Bundesstaat Mysore bzw. nach dessen Umbenennung im Jahr 1973 zum Bundesstaat Karnataka. Der Wahlkreis Mangalore umfasste die Distrikte Dakshina Kannada mit dem Hauptort Mangalore sowie Kodagu. Der Vorgängerwahlkreis bei der ersten Lok-Sabha-Wahl 1951 war der Wahlkreis South Canara (South). Im Zuge der Neuordnung der Wahlkreise vor der Lok-Sabha-Wahl 2009 ging der Wahlkreis Mangalore in den neuen Wahlkreis Dakshina Kannada über. Dabei kam das bis dahin zum Wahlkreis Mangalore gehörige Gebiet des Distrikts Kodagu zum Wahlkreis Mysore, während aus dem verbliebenen Gebiet des ehemaligen Wahlkreises Mangalore und kleineren Teilen der aufgelösten Wahlkreise Udupi und Chikmagalur der Wahlkreis Dakshina Kannada gebildet wurde.

## Abgeordnete
| Wahl | Name                  | Partei | Stimmen |
| ---- | --------------------- | ------ | ------- |
| 1957 | K. R. Achar           | INC    | 57,4 %  |
| 1962 | A. Shankara Alva      | INC    | 42,2 %  |
| 1967 | C. M. Poonacha        | INC    | 41,1 %  |
| 1971 | K. K. Shetty          | INC    | 64,6 %  |
| 1977 | Janardhana Poojary    | INC    | 60,1 %  |
| 1980 | Janardhana Poojary    | INC(I) | 55,9 %  |
| 1984 | Janardhana Poojary    | INC    | 62,0 %  |
| 1989 | Janardhana Poojary    | INC    | 44,1 %  |
| 1991 | V. Dhananjay Kumar    | BJP    | 49,8 %  |
| 1996 | V. Dhananjay Kumar    | BJP    | 36,7 %  |
| 1998 | V. Dhananjay Kumar    | BJP    | 48,2 %  |
| 1999 | V. Dhananjay Kumar    | BJP    | 49,1 %  |
| 2004 | D. V. Sadananda Gowda | BJP    | 48,6 %  |